# Peter Langdal
Peter Langdal (født 24. marts 1957 i København) er en dansk sceneinstruktør og tidligere teaterchef. Langdal startede sin musiske karriere som kordreng i Københavns Drengekor ved Sankt Annæ Gymnasium og blev efter studier ved Københavns Universitet uddannet fra Statens Teaterskole i 1982. Debuterede på Aveny Teatret og fik året efter engagement på Gladsaxe Teater med Plys og Plastic. Langdal arbejde som teaterchef for Betty Nansen Teatret, sammen med Henrik Hartmann, fra 1992 indtil 2015, da han valgte af forlade selskabet. Peter Langdal har instrueret utallige forestillinger i ind- og udland, hvor han i høj grad eksperimenterer med genrer og teatrale udtryk hvor han er kendetegnet ved sin sammensætning af kontraster ved usædvanlige og overraskende sammenstillinger af former eller koncepter i konventionelle dramatiske stykker.
Peter Langdal har modtaget en lang række priser for sit teaterarbejde.

## Instruktør
- Amadeus, Dramaten, 2013 [1]
- Två herrars tjänare, Dramaten, 2011
- Matador (The Musical), Operaen 2007
- Hotel Strindberg, Nationaltheatret, 2005
- Når vi døde vågner, Nationaltheatret, 2002
- Hustruskolan, Dramaten, 2001
- Fruen fra havet, Nationaltheatret, 2000
- Körsbärsträdgården, Dramaten, 1997
- Romeo och Julia, Dramaten, 1991
- Tolvskillingsoperan, Dramaten, 1988
- Jeppe på Berget, Dramaten, 1986
- Efter Brylluppet, Betty Nansen, 2017
- Into the Woods, Heltemus Productions, 2017
- Djævelens Lærling, Heltemus Productions, 2018
- Leonora Christina, Musical, 2019